# جو ويلسون (لاعب كرة قدم)
جو ويلسون (بالإنجليزية: Joe Wilson)‏ (و. 1861 – 1952 م) هو لاعب كرة قدم، من المملكة المتحدة، ولد في برمينغهام، يلعب كمهاجم، توفي في برمينغهام، عن عمر يناهز 91 عاماً.